# Boston Open 2009
Die Boston Open 2009 im Badminton fanden vom 8. bis zum 10. Mai 2009 in Cambridge statt.

## Sieger und Platzierte
| Disziplin    | Gold                            | Silber                        | Bronze                            |
| ------------ | ------------------------------- | ----------------------------- | --------------------------------- |
| Herreneinzel | Hock Lai Lee                    | J. B. S. Vidyadhar            | Zaw Win                           |
| Herreneinzel | Hock Lai Lee                    | J. B. S. Vidyadhar            | Balram Thapa                      |
| Dameneinzel  | Mona Santoso                    | Nicole Grether                | Lee Joo Hyun                      |
| Dameneinzel  | Mona Santoso                    | Nicole Grether                | Charmaine Reid                    |
| Herrendoppel | Sameera Gunatileka Vincent Nguy | Daniel Gouw Chandra Kowi      | Phillip Chew Halim Haryanto       |
| Herrendoppel | Sameera Gunatileka Vincent Nguy | Daniel Gouw Chandra Kowi      | Arnold Setiadi Balram Thapa       |
| Damendoppel  | Lee Joo Hyun Mona Santoso       | Chen Ying Grace Peng Yun      | Daphne Chang Zhang Mingzi         |
| Damendoppel  | Lee Joo Hyun Mona Santoso       | Chen Ying Grace Peng Yun      | Nicole Grether Charmaine Reid     |
| Mixed        | Chandra Kowi Mona Santoso       | Halim Haryanto Grace Peng Yun | Hock Lai Lee Priscilla Lun        |
| Mixed        | Chandra Kowi Mona Santoso       | Halim Haryanto Grace Peng Yun | J. B. S. Vidyadhar Charmaine Reid |